# Gornja Lupljanica
Gornja Lupljanica är ett samhälle i Bosnien och Hercegovina.   Det ligger i entiteten Republika Srpska, i den centrala delen av landet, 120 km norr om huvudstaden Sarajevo. Gornja Lupljanica ligger 212 meter över havet och antalet invånare är 431.
Terrängen runt Gornja Lupljanica är platt. Närmaste större samhälle är Kalenderovci Donji, 6,6 km nordväst om Gornja Lupljanica. 
Omgivningarna runt Gornja Lupljanica är en mosaik av jordbruksmark och naturlig växtlighet. Runt Gornja Lupljanica är det ganska tätbefolkat, med 67 invånare per kvadratkilometer.